# Itatiaya pucupucu
Itatiaya pucupucu là một loài nhện trong họ Ctenidae.
Loài này thuộc chi Itatiaya. Itatiaya pucupucu được miêu tả năm 2006 bởi Polotow & Antonio D. Brescovit.